# Morgöth Tales
Morgöth Tales è il sedicesimo album in studio del gruppo heavy metal canadese Voivod, pubblicato nel 2022. L'album propone brani ri-registrati tratti dagli album a cavallo tra il 1983 e il 2003, oltre che un brano inedito (la title track) inciso per celebrare il quarantesimo anniversario della band.

## Tracce
1. Condemned to the Gallows – 4:33
2. Thrashing Rage – 4:15
3. Killing Technology – 6:31
4. Macrosolutions to Megaproblems – 5:19
5. Pre-Ignition – 5:07
6. Nuage Fractal – 3:41
7. Fix My Heart – 4:36
8. Rise – 5:00
9. Rebel Robot – 4:57
10. Morgöth Tales – 4:38

## Formazione
- Michel “Away” Langevin – batteria
- Denis “Snake” Bélanger – voce
- Daniel “Chewy” Mongrain – chitarra
- Dominique “Rocky” Laroche – basso